# Rudolf Douala Manga Bell
Rudolf Douala Manga Bell (né en 1873, mort le 8 août 1914 à Douala) était le roi du clan Bell du peuple Douala au Cameroun pendant la période coloniale allemande. Il était le chef de la résistance contre l'expulsion des Douala de leurs maisons ancestrales.

## Biographie
Rudolf Manga Bell est né le 24 avril 1873 dans la région de Douala en tant que fils aîné du roi August Manga Ndumbe Bell (de) et petit-fils du roi Ndumbe Lobe Bell (King Bell), qui avait signé un traité de protection avec l'Empire Allemand en 1884. 
Jusqu'à ses 18 ans, il fréquente l'école gouvernementale allemande avant de venir comme enfant d'accueil en 1891 pendant cinq ans dans la famille Österle, à Aalen, petite ville du Royaume de Wurtemberg . Durant cette période, il apprend l'allemand et en est influencé à vie. 
En 1897, il revient au Cameroun pour épouser Emily Engome Dayas. 
En 1902, il se rend en Allemagne et rencontre à Berlin le directeur du département des colonies du ministère des Affaires étrangères, Oscar Wilhelm Stübel. Il peut ainsi comprendre la structure de l'administration coloniale allemande, ce qui a par la suite été utile.
En 1905, il écrit avec le roi Akwa Bonambela et 26 autres chefs de peuple camerounais une lettre ouverte au Reichstag allemand. Il se plaint de poursuites judiciaires intentées par le gouverneur Jesko von Puttkamer, d'expropriation, de démolition de maisons non autorisées, de travaux forcés, d'arrestations arbitraires et de peines excessives, ainsi que de traitements humiliants infligés aux dirigeants camerounais. Il demande sans succès la révocation du gouverneur, qui quitte ses fonctions en 1907, à la fin de sa mission.
En 1910, Otto Gleim devient le nouveau gouverneur du Cameroun. Sous Gleim, il est envisagé d'expulser les Douala de leur zone résidentielle sur le fleuve Cameroun sans indemnisation adéquate, de mettre le feu à leurs maisons au profit d'usines et de séparer les zones résidentielles noires et blanches de Douala. 
Devenu entre-temps roi, Rudolf Manga Bell défend son peuple en adressant des pétitions au gouvernement allemand et au Reichstag. Devenu indésirable à Berlin, il y envoie en 1912 son secrétaire, Adolf Ngosso Din, pour contacter l'opposition allemande et les missions chrétiennes, et faire appel à un avocat de Berlin. Lorsque le roi Manga Bell est poursuivi sous l'occupation allemande, il se réfugie à Baréhock chez son cousin et meilleur ami le roi Joseph Ekandjoum, qui lui aussi revendique les droits de son royaume et son peuple du Moungo. Les dépossessions s'arrêtent provisoirement à Douala, mais reprennent quelques semaines plus tard. En revanche, la presse allemande fait état d’une « demande d’aide » auprès de la France et de la Grande-Bretagne, qui n’a toujours pas été prouvée. 
Alors que la  guerre éclate en Europe,  le roi Rudolf Manga Bell, qui reste fidèle à l'Allemagne jusqu'à la fin et utilise des moyens pacifiques pour exposer des griefs concrets, est condamné à la peine de mort par pendaison pour haute trahison. Il est exécuté avec son secrétaire Adolf Ngosso Din le 8 août 1914 à Douala. 
Loin d'intimider la population, cette exécution conduit les Douala à lutter contre l'Allemagne et à soutenir la Triple-Entente.

## Cinématographie
En 2019, le court-métrage de Adetokumboh M’Cormack : The german King, relate les derniers jours du héros national.
En 2019, le réalisateur camerounais Patrick Epapè en partenariat avec l'Association Dibambe La Sawa réalise le film documentaire Tet'Ekombo, le père de la patrie en hommage à Rudolf Manga Bell.

## Hommages

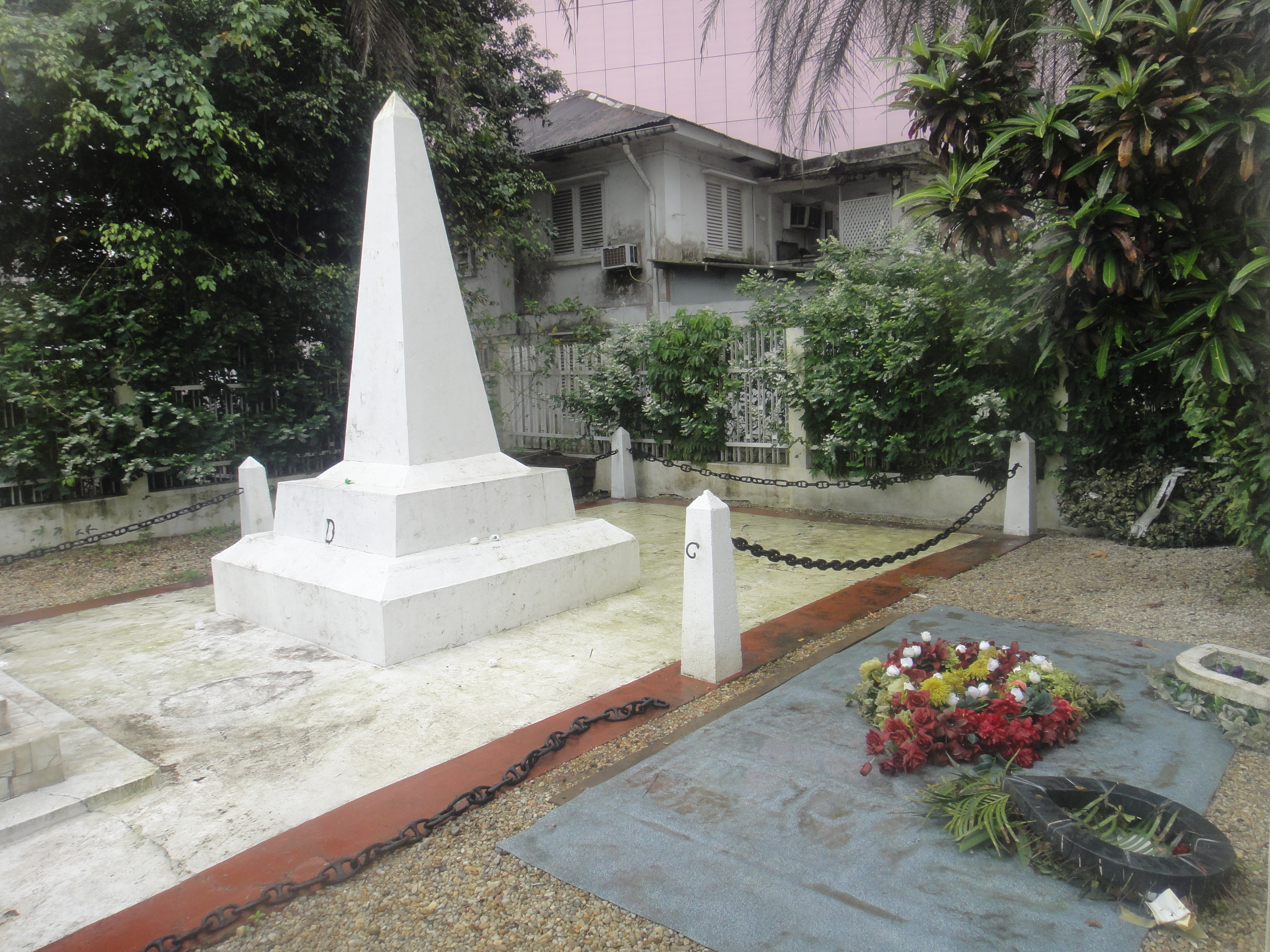
Monument funéraire des rois Bell à Bonanjo.

Rudolf Manga Bell est commémoré comme martyr et héros de la liberté, notamment par le clan Bell et l'ethnie douala.
Dans les années 1920, la popularité de Manga Bell est toujours présente, l'hymne patriotique: Tet'Ekombo (en français : le Père de la nation, ou le Père du pays) est composé en 1929 par Martin Lobé Bébé Bell.
Le Tet'Ekombo est la commémoration du martyr initiée depuis 1936 par Alexander Bell se déroule chaque année sur les lieux du monument funéraire Bell, le 8 août.
La ville de Yaoundé, lui rend hommage en baptisant un boulevard: Rudolf Manga Bell.  
Reconnaissant tardivement ses torts, Berlin prévoit de débaptiser, en 2019, la Nachtigalplatz pour lui attribuer le nom de Rudolf Manga Bell et de son épouse Emily. En décembre 2022, la place Nachtigal est débaptisée et renommée Place Rudolf Douala Manga Bell.
Une place est nommée à son nom en 2022 à Ulm et une autre à Aalen en juillet